# Theodor Remy
Theodor Remy (* 5. April 1868 auf dem Bruckmannshof in Vynen, Kreis Moers; † 30. Dezember 1946 auf dem Palmersdorfer Hof bei Brühl) war ein deutscher Pflanzenbauwissenschaftler.

## Lebensweg
Remy entstammt einer alteingesessenen Bauernfamilie. Er absolvierte eine sechsjährige Lehrzeit auf dem Hof seiner Eltern und studierte von 1891 bis 1893 an der Landwirtschaftlichen Akademie Bonn-Poppelsdorf. Dann wechselte er an das Landwirtschaftliche Institut der Universität Göttingen, wo er als Doktorand und Assistent Georg Liebschers Untersuchungen über die Nährstoffaufnahme bei landwirtschaftlichen Kulturpflanzen durchführte. Genauer: „Von April 1894 bis einschließlich Dezember 1895“, so Landwirtschaftsminister Ernst von Hammerstein-Loxten an Kaiser und König, „war er als Assistent am landwirthschaftlichen Institut der Universität Göttingen“ tätig. Da Remy als Nichtabiturient an der Universität Göttingen nicht zur Doktorprüfung zugelassen wurde, reichte er seine Dissertation an der Universität Kiel ein. 1896 wurde er dort mit der Arbeit „Der Verlauf der Nährstoffaufnahme und das Düngerbedürfnis des Roggens“ zum Dr. phil. promoviert.
1896 übernahm Remy eine Assistentenstelle am Institut für Gärungsgewerbe der Landwirtschaftlichen Hochschule Berlin. Untersuchungen zur Qualitätsverbesserung von Braugerste und Hopfen standen fortan im Mittelpunkt seiner Tätigkeit. Sein besonderes Interesse galt den Problemen einer sachgerechten Düngung. Hervorzuheben von seinen Veröffentlichungen aus dieser Zeit ist die 1898 veröffentlichte Schrift „Untersuchungen über das Kalidüngungsbedürfnis der Gerste“. Diese Arbeit und andere physiologisch orientierte Publikationen in Fachzeitschriften eröffneten ihm den Weg zur Habilitation, die 1899 mit einer Probevorlesung über die Chemie und Morphologie des Hopfenblütenstandes abgeschlossen wurde.
Von 1901 bis 1905 war Remy Professor und Direktor des neu gegründeten Instituts für Versuchswesen und Bakteriologie an der Landwirtschaftlichen Hochschule Berlin. Während dieser Zeit beschäftigte er sich mit Untersuchungen über die Stickstoff-Fixierung bei Leguminosen und mit methodischen Fragen der Bodenbakteriologie. 1905 folgte er einem Ruf an die Landwirtschaftliche Akademie Bonn-Poppelsdorf. Er übernahm die Professur für Boden- und Pflanzenbaulehre und die Leitung des gleichnamigen Instituts. Hier wirkte er bis zu seiner Emeritierung im Jahre 1935. Im November 1933 unterzeichnete er das Bekenntnis der deutschen Professoren zu Adolf Hitler.
Er war seit 1914 Mitherausgeber der Zeitschrift „Soil Science“ sowie Herausgeber der „Versuchsberichte der Rheinischen Zuckerrübenversuchsstelle“ und der „Berichte der Rheinischen Kartoffelforschungsstelle“.

## Forschungsschwerpunkte
Während seiner dreißigjährigen Lehr- und Forschungstätigkeit in Bonn-Poppelsdorf war Remy zuständig für das Gesamtgebiet der Pflanzenproduktionslehre. Gleichzeitig wirkte er in enger Zusammenarbeit mit landwirtschaftlichen Organisationen unmittelbar in die pflanzenbauliche Praxis hinein. Schon bald widmete er sich den Themen, die fortan im Mittelpunkt seiner Lebensarbeit standen: dem Kartoffelbau und dem Zuckerrübenbau. Bei den zahlreichen Kartoffel-Sortenversuchen, die er durchführte, war das damals noch ungelöste Problem des „Kartoffelabbaus“ das zentrale Forschungsthema. 1909 veröffentlichte Remy eine weit beachtete Monographie über die Kartoffel. Eine völlig neubearbeitete Auflage erschien 1928 als „Handbuch des Kartoffelbaues“. Diese zweite Auflage galt bis nach dem Zweiten Weltkrieg als das maßgebende Standardwerk über den Kartoffelbau in Deutschland.
Bedeutende Verdienste auf dem Gebiet der Zuckerrübenforschung erwarb sich Remy mit seinen Bemühungen, die Methodik der Sortenversuche zu verbessern. Von seinen Publikationen über Zuckerrüben ist besonders hervorzuheben die 1924 veröffentlichte Schrift „Zur Lage des Zuckerrübenbaues mit Vorschlägen für seine zeitgemäße technische Ausgestaltung und zielbewußte Förderung“.
Remys Initiative ist es zu verdanken, dass 1925 eine „Zuckerrübenversuchsstelle des Landwirtschaftlichen Vereins für Rheinpreußen“ eingerichtet wurde.
Auch mit Fragen der Nährstoffaufnahme, vor allem mit physiologischen Problemen der Kalidüngung, hat sich Remy in Bonn-Poppelsdorf weiter beschäftigt. Wegweisende für die rheinische Pflanzenzüchtung wurden seine Untersuchungen über die Bedeutung des „Herkunftswertes“ für die Qualität von Klee- und Grassamen, nachdem er die hohe Ertragsleistung „bodenständigen“ Saatgutes in zahlreichen Versuchen eindeutig nachgewiesen hatte. Auf sein Betreiben wurde 1911 die „Rheinische Kleesaatbau-Vereinigung“ gegründet, eine der ersten Organisationen dieser Art in Deutschland. Als einer an den Erfordernissen der Praxis orientierter Pflanzenzüchter arbeitete Remy erfolgreich mit Futterpflanzen. Mehrere im Handel zugelassene Sorten trugen seinen Namen (z. B. Remys Rotklee, Remys Altmärker Riesenkohlrübe).
Remys Verdienste um die Pflanzenbauwissenschaft fanden wiederholt höchste Anerkennung. 1925 wurde Remy Mitglied der Deutschen Akademie der Naturforscher Leopoldina zu Halle/Saale, 1930 verlieh ihm die Landwirtschaftliche Hochschule Berlin die Würde eines Ehrendoktors und 1943 erhielt er die Goethe-Medaille für Kunst und Wissenschaft.

## Wichtigste Schriften
- Untersuchungen über das Kalidüngungsbedürfnis der Gerste. Verlag von Paul Parey, Berlin 1898.
- Der Kartoffelbau. Bedeutung, Geschichte, Kultur, Aufbewahrung und Verwertung unserer wichtigsten Hackfrüchte. Verlag von Paul Parey, Berlin 1909. Eine zweite völlig neubearbeitete Auflage unter dem Titel Handbuch des Kartoffelbaues erschien 1928 im gleichen Verlag.
- Zur Lage des Zuckerrübenbaues mit Vorschlägen für seine zeitgemäße technische Ausgestaltung und zielbewußte Förderung. Verlag von Paul Parey, Berlin 1924; 2. Aufl. ebd. 1925.
- Das Zuckerrübenlaub im Lichte eigener Versuchsbeobachtungen. Verlagsgesellschaft für Ackerbau, Berlin 1937.